# Terpsichore lehmanniana
Terpsichore lehmanniana är en stensöteväxtart som först beskrevs av Georg Hans Emmo Wolfgang Hieronymus, och fick sitt nu gällande namn av Alan Reid Smith. Terpsichore lehmanniana ingår i släktet Terpsichore och familjen Polypodiaceae. Inga underarter finns listade.